# Wilhelm von Schwarz-Senborn
Wilhelm von Schwarz-Senborn (Vienna, 12 giugno 1816 – Hinterbrühl, 4 agosto 1903) è stato un educatore, economista, nobile e diplomatico austriaco.

## Biografia

### I primi anni e l'inizio della carriera
Wilhelm von Schwarz-Senborn era figlio di un insegnante. Suo padre era originario della Sassonia, mentre sua madre era di origini francesi. Dopo aver studiato al Politecnico di Vienna, conseguì il dottorato in chimica e lavorò inizialmente come farmacista. Fu inoltre uno dei sostenitori della meccanizzazione nel settore farmaceutico, promuovendone largamente la diffusione.
Nel 1840 entrò a far parte dell'Associazione di Commercio della Bassa Austria come cancelliere e nel 1841 ne divenne segretario. Dopo viaggi di studio in Italia ed in Germania, nel 1848 si pose al servizio del neocostituito ministero del commercio a Vienna.
Nel 1850 Schwarz-Senborn assunse la carica di console generale a Londra e dal 1854 fu responsabile del consolato austriaco a Parigi. Dal 1860 divenne rappresentante permanente dell'Austria alle mostre internazionali. Dopo aver curato alcune esposizioni industriali in Germania ed a Londra, nel 1862 gli venne affidata la direzione della sezione austriaca dell'Esposizione Universale di Londra. Nel periodo dal 1860 al 1866 fu anche consigliere personale dell'imperatore Francesco Giuseppe.
Il 15 dicembre 1860 ottenne la nobilitazione e nel 1869 venne elevato al rango di barone.

### L'esposizione universale del 1873

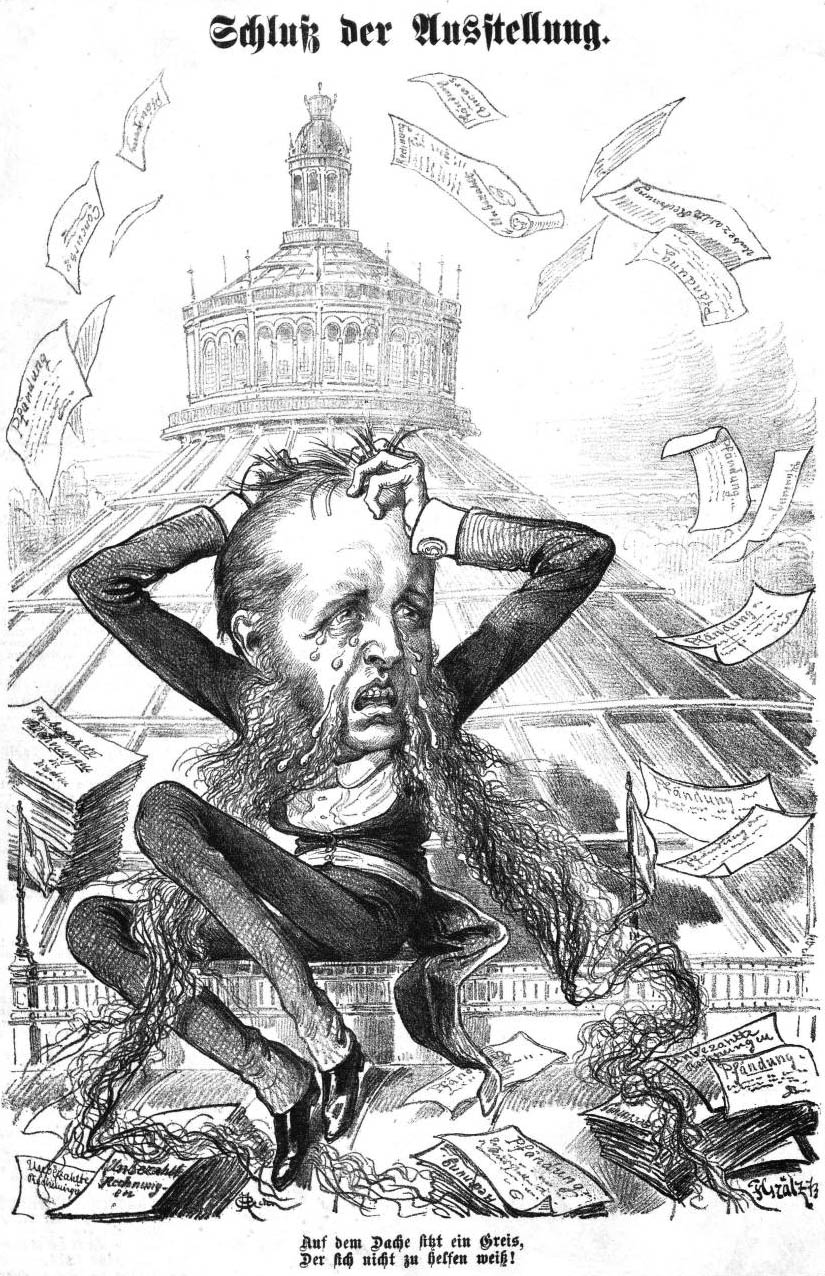
Caricatura delle spese pazze dal barone Wilhelm von Schwarz-Senborn per l'esposizione universale di Vienna del 1873

Su raccomandazione di industriali austriaci di peso come Franz von Wertheim e dello stesso imperatore, il barone von Schwarz-Senborn venne nominato direttore generale della prevista esposizione mondiale del 1873 a Vienna dal 9 gennaio 1871. Nell'agosto di quell'anno aprì un ufficio sulla Ringstrasse di Vienna a tale scopo. Il suo stile di gestione di una così grande opportunità commerciale e sociale per l'Impero austro-ungarico ingenerò ad ogni modo delle critiche già all'epoca: i suoi detrattori lo definivano idiosincratico e caotico, mentre altri ancora lo accusavano di voler favorire le società straniere all'economia nazionale nell'aggiudicazione degli appalti. Il fatto che all'inizio della mostra fossero già stati spesi 16 milioni di fiorini anziché i 6 milioni di fiorini preventivati fu nuovamente motivo di critiche.
Johann Strauss gli dedicò la sua "Rotunde-Quadrille".

### Istituti educativi
Uno dei grandi obiettivi della vita del barone  Schwarz-Senborn fu il miglioramento dell'educazione popolare nell'Impero austro-ungarico. Già nel 1848 aveva fondato l'Associazione austriaca di scrittura popolare insieme ad Alexander Helfert per combattere l'analfabetismo dilagante.
Schwarz-Senborn si interessò in seguito a Vienna quando venne fondata la "Photographische Gesellschaft" e nel 1864 venne coinvolto nell'organizzazione della prima mostra fotografica a Vienna. Questa mostra includeva fotografie di numerosi fotografi parigini, come Aimé Civiale, Alphonse Poitevin, Charles Nègre, Ernest Lacan, François-Marie Gobinet de Villecholle, Édouard Baldus e Alphonse Davanne, nonché di austriaci come gli esploratori Karl von Scherzer o Oscar Kramer; tutti gli scatti erano relativi alla regione austriaca. Durante l'Esposizione Universale del 1873, Schwarz-Senborn volle documentare le fasi di costruzione del polo espositivo sempre tramite un ricco album fotografico. A tal fine concesse una licenza per le riprese fotografiche e la loro distribuzione a un gruppo di fotografi, la “Wiener Photographers Association”.
Nel 1872, il barone von Schwarz-Senborn fondò l'istituto femminile "Athenaeum", una scuola costruita col sostegno dell'arciduca Ranieri nella quale esporre ciò che sarebbe rimasto dell'esposizione mondiale viennese dopo di essa. Dopo l'esposizione mondiale del 1873, Schwarz-Senborn creò una fondazione per creare e promuovere istituti di educazione popolare grazie ai considerevoli fondi che aveva ricevuto dall'industria austriaca per il suo lavoro come direttore dell'esposizione.

### Gli ultimi anni
Nel 1874, venne destinato quale ambasciatore imperiale negli Stati Uniti, dove però rimase per solo un anno per poi tornare a Vienna, intenzionato com'era a concorrere alle elezioni per divenire sindaco della capitale, fatto che però non avvenne. Nel 1876 divenne cittadino onorario di Windischgarsten
Nel 1879, su iniziativa del barone von Schwarz-Senborn, venne costituita nel nono distretto della città di Vienna la prima biblioteca gratuita aperta al pubblico di tutta l'Austria.
Concluse gli ultimi suoi anni di vita afflitto da una malattia mentale e morì a Hinterbrühl nel 1903.